# Popi Malliotaki
Popi Maliotaki född 16 oktober 1971 i Ierapetra, Kreta är en grekisk sångerska inom folk-pop.
Maliotaki föddes i Ierapetra, Kreta och sjöng i unga år på nattklubbar samtidigt som hon arbetade där. Hon har släppt tre album (det senaste 2007) och flera singlar. Hon har samarbetat med framstående grekiska musikartister. Maliotaki fick en guldskiva för sitt andra album med titeln Alli Mia Fora. År 2008, efter den stora framgången med det tredje albumet Popara samarbetade hon med mobiloperatören Helen Q Card och släppte telefonkort med namnet "Popara".
Hon har varit gift två gånger. Från sitt första äktenskap med sångaren Sakis Galanis har hon en dotter som heter Rania. Hennes andra äktenskap var 1999 med affärsmannen Babis Lazaridis. Från sitt andra äktenskap har hon en son, Vasilis. I december 2008 mördades hennes man av okända män i området Voula i Aten.

## Diskografi

### Album
- (2005) - Aparetiti Agapi Mou[12]
- (2006) - Alli Mia Fora[13]
- (2008) - Popara[14]

### Singlar
- (2013) - Ta Xanaleme, Popis första singel, (Låtar: Ta Xanaleme, Tha Se Timoriso, Yparhi Theos.)[15]
- (2014) - Ta Thelo Mou (alt. Ta Thelo Mou.)[16]
- (2015) - I Epityhia (alt. I Epityhia.)[17]
- (2016) - Ekanes Ti Diafora (alt. Ekanes Ti Diafora.)[18]
- (2016) - An M' Agapas (alt. An M' Agapas.)[19]
- (2018) - De Horizoun Oi Kardies Mas (alt. De Horizoun Oi Kardies Mas.)[20]
- (2019) - Thema Epafis (alt. Thema Epafis.)[21]
- (2020) - To Klidi Tou Feggariou (alt. To Klidi Tou Feggariou.)[22]
- (2021) - Arga I Grigora (alt. Arga I Grigora.)[23]

### Videoklipp
- (2005) - Me Ragises
- (2006) - Alli Mia Fora
- (2006) - Etsi Nomizis (feat. Maria Bekatorou)
- (2008) - Popara
- (2013) - Ta Xanaleme
- (2014) - Ta Thelo Mou
- (2015) - I Epitihia
- (2016) - An M' Agapas
- (2018) - De Horizoun Oi Kardies Mas
- (2019) - Thema Epafis
- (2020) - To Klidi Tou Feggariou
- (2021) - Arga I Grigora